# فورت ريكافري (أوهايو)
فورت ريكافري (بالإنجليزية: Fort Recovery, Ohio)‏ هي منطقة سكنية تقع في الولايات المتحدة في مقاطعة مرسر، أوهايو. يقدر عدد سكانها بـ 1,430 نسمة ومساحتها 2.77 كم2 وترتفع عن سطح البحر 287 متر.

## التركيبة السكانية
قام مكتب تعداد الولايات المتحدة بتحديد بيانات التركيبة السكانية لفورت ريكافري في تعداد الولايات المتحدة. في ما يلي، التركيبة السكانية حسب تعدادي 2000 و2010.
| Religion in Fort Recovery     | Religion in Fort Recovery     | Religion in Fort Recovery | Religion in Fort Recovery | Religion in Fort Recovery |
| ----------------------------- | ----------------------------- | ------------------------- | ------------------------- | ------------------------- |
| religion                      | religion                      |                           | percent                   | percent                   |
| الكنيسة الرومانية الكاثوليكية | الكنيسة الرومانية الكاثوليكية |                           | 78.4%                     | 78.4%                     |
| بروتستانتية                   | بروتستانتية                   |                           | 16.3%                     | 16.3%                     |
| No Religion                   | No Religion                   |                           | 5.1%                      | 5.1%                      |
| "Unspecified"                 | "Unspecified"                 |                           | 0.2%                      | 0.2%                      |

### تعداد عام 2000
بلغ عدد سكان فورت ريكافري  1,273 نسمة بحسب تعداد عام 2000، وبلغ عدد الأسر 508 أسرة وعدد العائلات 353 عائلة مقيمة في القرية. في حين سجلت الكثافة السكانية 1,324.9 نسمة لكل ميل مربع (511.5/كم2). وبلغ عدد الوحدات السكنية 536 وحدة بمتوسط كثافة قدره 557.8 نسمة لكل ميل مربع (215.4/كم2).
وتوزع التركيب العرقي للقرية بنسبة 98.74% من البيض و 0.16% من الأمريكيين الأصليين و 0.16% من الأمريكيين ذوي الأصول الآسيوية و 0.55% من سكان جزر المحيط الهادئ و 0.08% من الأمريكيين الأفارقة و 0.16% من عرقين مختلطين أو أكثر.
بلغ عدد الأسر 508 أسرة كانت نسبة 32.9% منها لديها أطفال تحت سن الثامنة عشر تعيش معهم، وبلغت نسبة الأزواج القاطنين مع بعضهم البعض 57.5% من أصل المجموع الكلي للأسر، ونسبة 9.3% من الأسر كان لديها معيلات من الإناث دون وجود شريك،  وكانت نسبة 30.5% من غير العائلات. تألفت نسبة 28.0% من أصل جميع الأسر من أفراد ونسبة 14.2% كانوا يعيش معهم شخص وحيد يبلغ من العمر 65 عاماً فما فوق. وبلغ متوسط حجم الأسرة المعيشية 3.06، أما متوسط حجم العائلات فبلغ 2.50.
بلغ العمر الوسطي للسكان 36 عاماً. وكانت نسبة 26.0% من القاطنين تحت سن الثامنة عشر، وكانت نسبة 9.7% بين الثامنة عشر والأربعة وعشرون عاماً، ونسبة 27.7% كانت واقعةً في الفئة العمرية ما بين الخامسة والعشرون حتى والأربعة وأربعون عاماً، ونسبة 22.2% كانت ما بين الخامسة والأربعون حتى الرابعة والستون، ونسبة 14.4% كانت ضمن فئة الخامسة والستون عاماً فما فوق. يوجد لكل 100 أنثى 98.9 ذكر، ويوجد لكل 100 أنثى في الثامنة عشر من عمرها فما فوق 95.8 ذكر.
بلغ متوسط دخل الأسرة في القرية 41,471 دولار، أما متوسط دخل العائلة فبلغ 48,676 دولار. وكان متوسط دخل الذكور 34,219 دولار مقابل 22,361 دولار للإناث. وسجل دخل الفرد الخاص بالقرية 17,600 دولار. وكانت نسبة 2.8% من العائلات ونسبة 3.9% من السكان تحت خط الفقر، وكان من هؤلاء نسبة 5.2% تحت سن الثامنة عشر ونسبة 7.6% في الخامسة والستين من العمر وما فوق.

### تعداد عام 2010
بلغ عدد سكان فورت ريكافري  1,430 نسمة بحسب تعداد عام 2010، وبلغ عدد الأسر 555 أسرة وعدد العائلات 391 عائلة مقيمة في القرية. في حين سجلت الكثافة السكانية 1,361.9 نسمة لكل ميل مربع (525.8/كم2). وبلغ عدد الوحدات السكنية 589 وحدة بمتوسط كثافة قدره 561.0 لكل ميل مربع (216.6/كم2).
وتوزع التركيب العرقي للقرية بنسبة 97.7% من البيض و 0.1% من الأمريكيين الأصليين و 0.1% من الأمريكيين ذوي الأصول الآسيوية و 0.1% من الأمريكيين الأفارقة و 1.3% من عرقين مختلطين أو أكثر.
بلغ عدد الأسر 555 أسرة كانت نسبة 32.6% منها لديها أطفال تحت سن الثامنة عشر تعيش معهم، وبلغت نسبة الأزواج القاطنين مع بعضهم البعض 56.8% من أصل المجموع الكلي للأسر، ونسبة 9.9% من الأسر كان لديها معيلات من الإناث دون وجود شريك،  بينما كانت نسبة 3.8% من الأسر لديها معيلون من الذكور دون وجود شريكة وكانت نسبة 29.5% من غير العائلات. تألفت نسبة 27.9% من أصل جميع الأسر من أفراد ونسبة 12.1% كانوا يعيش معهم شخص وحيد يبلغ من العمر 65 عاماً فما فوق. وبلغ متوسط حجم الأسرة المعيشية 3.16، أما متوسط حجم العائلات فبلغ 2.58.
بلغ العمر الوسطي للسكان 34.8 عاماً. وكانت نسبة 28.2% من القاطنين تحت سن الثامنة عشر، وكانت نسبة 6.6% بين الثامنة عشر والأربعة وعشرون عاماً، ونسبة 26.7% كانت واقعةً في الفئة العمرية ما بين الخامسة والعشرون حتى والأربعة وأربعون عاماً، ونسبة 24% كانت ما بين الخامسة والأربعون حتى الرابعة والستون، ونسبة 14.7% كانت ضمن فئة الخامسة والستون عاماً فما فوق. وتوزع التركيب الجنسي للسكان بنسبة 51.0% ذكور و49.0% إناث.